# كنيس دوبروفنيك
الكنيس القديم في دوبروفنيك في كرواتيا، هو أقدم كنيس يهودي سفاردي لا يزال مستخدما حتى اليوم في العالم وثاني أقدم كنيس يهودي في أوروبا. 
ويقال أنه تأسس عام 1352، لكنه اكتسب وضعاً قانونياً في المدينة في عام 1408.  وتملكه الجالية اليهودية المحلية، ولا يزال الطابق الرئيسي يعمل كمكان للعبادة في الأيام المقدسة والمناسبات الخاصة، ولكنه الآن في الأساس متحف للمدينة يستضيف العديد من عناصر الطقوس اليهودية والتحف التي يعود تاريخها إلى قرون. 

## الموقع
يقع في أحد الشوارع الصغيرة العديدة في مدينة دوبروفنيك القديمة، وهو متصل بمبنى مجاور كان مملوكًا لعائلة تولينتينو منذ فترة طويلة، والتي كانت تتولى رعاية الكنيس لعدة قرون. 
ويختلف التصميم الداخلي عن المعابد اليهودية الأخرى وقد خضع للعديد من التجديدات على مر القرون، ويحتوي على مزيج من التصاميم من عصور مختلفة. وتعرض المبنى لأضرار عدة مرات، مثل الزلزال الكبير عام 1667، والحرب العالمية الثانية، وحرب الاستقلال الكرواتية في التسعينيات.
وأجريت إصلاحات للأضرار منذ ذلك الوقت ليتوافق مع تصميمه الأصلي قدر الإمكان، وأعيد افتتاح الكنيس في عام 1997.  ويحتوي المتحف الصغير على العديد من القطع الأثرية من جميع أنحاء تاريخ الطائفة اليهودية في المدينة.

## تاريخ

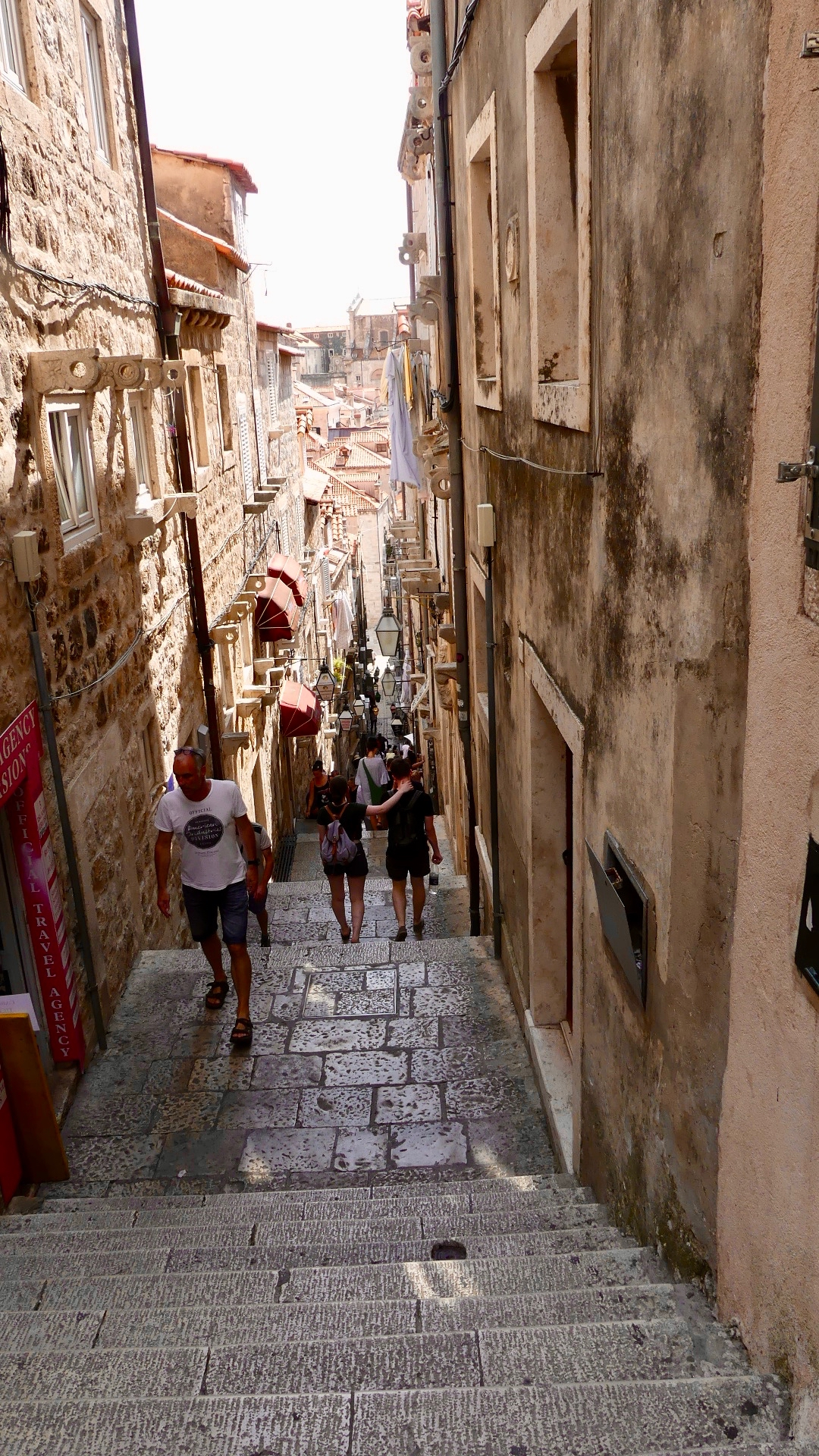
منظر للشارع اليهودي حيث يقع كنيس دوبروفنيك

### من القرن السادس عشر إلى القرن التاسع عشر
بعد طرد اليهود من إسبانيا عام 1492، ذهب العديد من المطرودين شرقًا واستقر بعضهم في نهاية المطاف في مدينة دوبروفنيك المستقلة، حيث كانت توجد بالفعل جالية يهودية صغيرة.  وفي عام 1546 خصص مسؤولو دوبروفنيك مستوطنة يهودية داخل المدينة، حيث أطلق على الشارع الرئيسي اسم Ulica Zudioska ("الشارع اليهودي") في غيتو دوبروفنيك.  وتسبب زلزال دوبروفنيك عام 1667 في أضرار جسيمة للمدينة، بما في ذلك الكنيس.

### القرن العشرين وما بعده

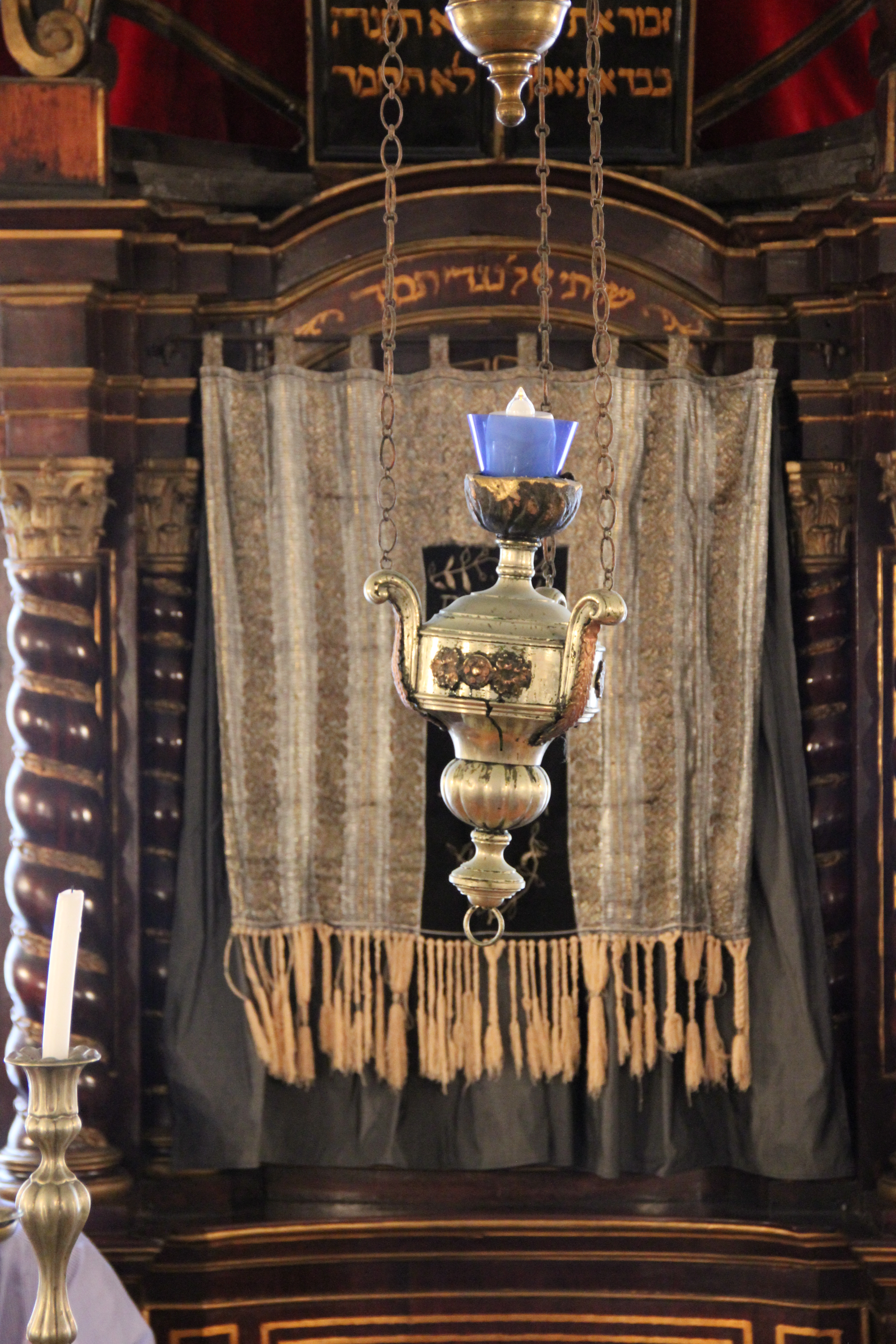
داخل الكنيس

خلال حرب الاستقلال الكرواتية، كانت المدينة محاصرة من قبل القوات شبه العسكرية الصربية وقوات الجبل الأسود فيما يسمى بحصار دوبروفنيك. وقد تضرر ما يقرب من ثلثي المدينة القديمة بطريقة ما، بما في ذلك الكنيس، حيث أصابت القذائف والقنابل اليدوية المباني المجاورة في عام 1991، مما أدى إلى تحطيم نوافذ الحرم ومقر الجالية اليهودية. 
وفي عام 1992، اخترقت قذيفة مدفعية سطح الكنيس، مما دفع المصلين إلى حزم أكثر من 80 قطعة لإرسالها إلى متحف جامعة يشيفا، والتي تضمنت توراة من القرن الثالث عشر وحلي فضية ومنسوجات. 
اليوم، بسبب قلة عدد اليهود في دوبروفنيك، لا يوجد في الكنيس حاخام خاص به. وفي الأيام المقدسة يقوم الحاخام الزائر بإجراء الصلوات لأفراد المجتمع الصغير. وفي عام 2003 زار الرئيس الإسرائيلي موشيه كاتساف كنيس دوبروفنيك في زيارة إلى كرواتيا. 